# Ruperto Delgado González
Ruperto Delgado González (1789-1865) fue un militar español que luchó en las guerras de independencia hispanoamericanas. Nacido en Neila de San Miguel en Ávila en 1789, falleció en Las Palmas de Gran Canaria, en 1865. 
Se enroló en el Regimiento de Infantería de voluntarios de Madrid sirviendo en la Guerra de Independencia Española contra los franceses. Defensor de la capital española en 1808 es hecho prisionero pero logra fugarse y unirse a la guarnición de Sevilla. En 1812 es enviado a Puerto Rico, de allí pasó a Costa Firme, entrando en combate. Al año siguiente pasó como ayudante mayor al Regimiento de Sagunto y en 1814 al de Numancia con el empleo de capitán. Combatió durante los años siguientes en Venezuela. Con el grado de Coronel, se le pone al mando del regimiento Numancia para combatir en la Perú. En 1827 llega a Canarias como comandante general, al año siguiente organiza los tres regimientos de la provincia y queda a cargo de su instrucción hasta 1864.  
En 1833 se casó con María Ana Morales Bermúdez (1814-1883), hija mayor de Francisco Tomás Morales, del que fue secretario en Caracas y quien le recomendo para el cargo de comandante general de Canarias. Tuvieron cuatro hijos y una hija. Murió en Las Palmas el 25 de julio de 1865.